# Kap Stewart
Kap Stewart är en udde i Grönland (Kungariket Danmark).   Den ligger i kommunen Sermersooq, i den östra delen av Grönland, 1 400 km öster om huvudstaden Nuuk.
Terrängen inåt land är platt västerut, men åt nordväst är den kuperad. Havet är nära Kap Stewart åt sydost.